# Michaela Grubesa

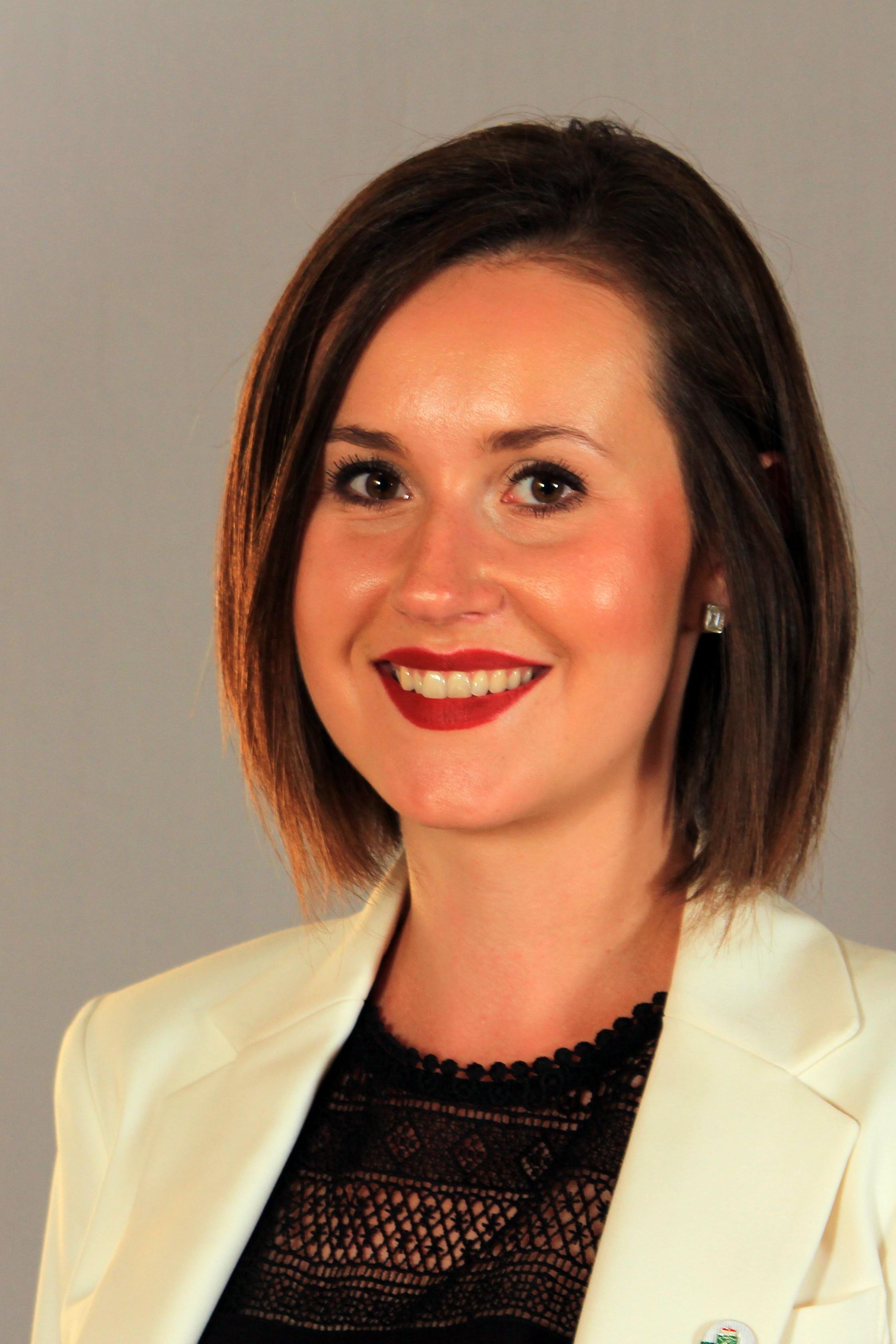
Michaela Grubesa, 2016

Michaela Grubesa (* 1. Februar 1989 in Radstadt) ist eine österreichische Politikerin (SPÖ). Sie war vom 16. Juni 2015 bis zum 18. Dezember 2024 Abgeordnete zum Steiermärkischen Landtag. Grubesa lebt in Bad Aussee.

## Leben
Grubesa, die kroatischen Migrationshintergrund hat, startete ihre politische Karriere 2011 bei der Sozialistischen Jugend (SJ). Am 5. Oktober 2013 wurde sie in den Landesvorstand der Sozialistischen Jugend Steiermark gewählt und stieg in weiterer Folge zur Geschäftsführerin der Sozialistischen Jugend Steiermark auf. Sie ist Studentin der Rechtswissenschaften.
Grubesa wurde als Jugendkandidatin der SPÖ für den Steirischen Landtag nominiert. Sie möchte sich im Landtag vorwiegend bei Themen wie Zusammenleben, Vielfalt, Mobilität oder junges Wohnen in die Landespolitik der SPÖ einbringen.
Nach der Landtagswahl kündigte Grubesa an, gegen Koalitionsverhandlungen mit der FPÖ „erbitterten Widerstand auf allen Ebenen“ zu leisten. Sie trat damit in Widerspruch zu SPÖ-Steiermark-Chef Franz Voves und verwies auf einen geltenden Beschluss aus dem Jahr 2009, der SPÖ-FPÖ-Koalitionen ausschließt.
Grubesa war ab 11. Mai 2023 Leiterin der Wahlkommission bei der SPÖ-Mitgliederbefragung 2023 zum Vorsitz der Partei, nachdem Vorgänger Harry Kopietz sich aus gesundheitlichen Gründen aus der Leitungsfunktion zurückgezogen hatte. Am 14. Mai 2023 wurde ein Konflikt mit Bundesgeschäftsführer Christian Deutsch bekannt, da die Wahlkommission eine externe Überprüfung der Ergebnisse der Befragung beschlossen hatte. Nachdem die Mitgliederbefragung einen knappen Sieg von Hans Peter Doskozil ergeben hatte, kandidierten Doskozil und Andreas Babler in einer Kampfabstimmung auf dem außerordentlichen Parteitag der SPÖ am 3. Juni 2023 um den Parteivorsitz. Grubesa gab als Ergebnis den vermeintlichen Sieg von Doskozil bekannt. 
Zwei Tage nach dem Parteitag, am 5. Juni 2023, gab Grubesa bekannt, dass bei der Auszählung die Stimmen vertauscht worden waren und daher nicht Hans Peter Doskozil, sondern Andreas Babler neuer SPÖ-Bundesparteivorsitzender sei. Sie entschuldigte sich, die Wahlkommission und Grubesa selbst haben es verabsäumt, persönlich eine Kontrolle vorzunehmen. Grubesa trat am folgenden Tag als Leiterin der Wahlkommission zurück.
Nach der Landtagswahl 2024 schied sie aus dem Landtag aus.

## Privates
Der SPÖ-Politiker und Doskozil-Vertraute Max Lercher ist der Lebensgefährte Grubesas. Er hatte für die Parteiabstimmung den Wahlkampf Doskozils organisiert. Die Politikerin ist Mutter zweier Kinder.